# Gülyataq
Gülyataq (ryska: Гюльятаг, armeniska: Vardadzor, Վարդաձոր) är en ort i Azerbajdzjan.   Den ligger i distriktet Tərtər Rayonu, i den centrala delen av landet, 270 km väster om huvudstaden Baku. Gülyataq ligger 713 meter över havet och antalet invånare är 193.
Terrängen runt Gülyataq är lite bergig, och sluttar brant österut. Närmaste större samhälle är Martakert, 8,9 km nordost om Gülyataq. 
Trakten runt Gülyataq består till största delen av jordbruksmark. Runt Gülyataq är det ganska tätbefolkat, med 139 invånare per kvadratkilometer.